# ECOエリート
ECOエリート（エコエリート）は、携帯電話のGPS機能を利用した、産廃処理業者による産業廃棄物の不法投棄を監視する追跡管理システムである。2006年5月に岩手県が進める産廃業者の「格付け制度」の評価製品に認定された。優良化評価制度に伴う「情報公開性」を明確にするシステムである。
システム構築の株式会社アイティフォーによって開発された。

## 概要
ECOエリートは携帯電話のGPS機能に自動追跡監視アプリケーションを組み合わせた不法投棄監視システム。GPS機能付き携帯電話を産廃物収集運搬業者の車両ドライバーに所持させるだけで自動追跡監視を実現する。
管理者は車両の移動をパソコン画面上で確認できる。車両の移動は地図上に緑色の線でリアルタイムに表示されてゆく。
車両が処理場に向かう間に想定ルートから外れたり、本来車両を止める予定の無い場所で15分以上停止したりすると、産廃物の積み替えまたは不法投棄を疑い、排出事業者及び産廃処理業者へ自動通報され、同時にドライバーの携帯電話から管理者への報告を求める音声通知付きの警告メールが届く。

## 格付け制度
「格付け制度」とは環境省の「産廃処理業者の優良化評価制度」に準拠したもので、産廃事業者を一定の基準で格付けし、基準を満たした業者を県民に公表する制度。100点満点で80点以上が三つ星、以下、二つ星、一つ星とランクされる。ECOエリートを導入すると”格付け“に10点が加算される。産廃業者は自社のランクを引き上げることができ評価が高まる。